# ريكي غابرييل
ريكي غابرييل (بالإنجليزية: Ricky Gabriel)‏ هو لاعب كرة قدم بريطاني في مركز الدفاع، ولد في 24 يونيو 1991 في برادفورد في المملكة المتحدة. لعب مع أنتيغوا براكودا ‏.

## وصلات خارجية
- ريكي غابرييل على موقع قاعدة بيانات كرة القدم.إي يو (الإنجليزية)
- ريكي غابرييل على موقع Soccerway.com (الإنجليزية)